# Прусський конституційний конфлікт
Під явищем, названим Прусський конституційний конфлікт (нім. Preußischer Verfassungskonflikt) розуміється конфлікт довкола військової реформи і протистояння між королем і парламентом Пруссії в період між 1859 і 1866 рр.
Ліберали, які домінували в Палаті представників Прусського ландтагу відмовили королю  Вільгельму І у наданні необхідних фінансових засобів для реформування армії і Ландверу. За планом короля намічалося збільшити щорічний призов з 40 до 60 тисяч рекрутів, що становило близько однієї третини призовників. Ця та інші реформи обіцяли покращити рівень військової підготовки і боєздатність армії. Депутати Палати представників, які грали визначальну роль у формуванні бюджету, натомість хотіли обмежити загальний військовий обов'язок, не допустити послаблення Ландверу на користь армії і відповідно намагалися зменшити необхідну суму ві бюджеті в першому бюджетному році з дев'яти до двох мільйонів талерів. При цьому треба відмітити, що населення абсолютно ігнорувало цей конфлікт.
Погасити довготривале протистояння вдалося прем'єр-міністрові Отто Бісмарку. Спочатку він намагався залагодити двобій між парламентом і коронним урядом шляхом переговорів. Але залагодити його йому вдалося постановкою запитання: Яким чином подібні суперечності можуть бути вирішені конституційним шляхом? Оскільки такі ситуації в Конституції передбачені не були, Бісмарк вказав на її недолік, визначивши його, як «прогалина Конституції». В таких випадках, на думку Бісмарка, вирішальне слово має належати тому, хто може має можливість провести його силою зброї, тобто монархові. Цей процес, в результаті якого Бісмарк примусив парламент здатися, увійшов в історію як Теорія конституційної прогалини.

## Принагідно
- Конституційний конфлікт в Пруссії в 1860—1866 рр. [Архівовано 3 лютого 2018 у Wayback Machine.]